# Pachysticus morosus
Pachysticus morosus är en skalbaggsart som först beskrevs av Leon Fairmaire 1894.  Pachysticus morosus ingår i släktet Pachysticus och familjen långhorningar.
Artens utbredningsområde är Madagaskar. Inga underarter finns listade i Catalogue of Life.